# Жёлудев, Владимир Николаевич
Владимир Николаевич Жёлудев (1903—1972) — начальник Лискинского отделения движения Юго-Восточной железной дороги, Герой Социалистического Труда.
Родился 10 ноября 1903 года в селе Белый Колодезь Валуйского уезда Воронежской губернии, ныне Богучарсккого района Воронежской области в семье сапожника-кустаря. Русский. С 12 лет батрачил за кусок хлеба. После смерти в 1917 году отца, получившего на фронте тяжелые ранения, Володя остался старшим из пяти детей-сирот, а семья осталась без средств и имущества. Несколько лет подросток работал в имении графини Паниной.
С 1921 году трудился на железнодорожном транспорте. Сперва учеником на телеграфе на станции Валуйки. Потом телеграфистом на той же станции, пока не призвали в Красную Армию. Служил в 1-м железнодорожном полку под Ленинградом. После увольнения в запас работал старшим телеграфистом станции Бирюч на участке Валуйки — Лиски. Затем трудился в различных должностях на станциях Северо-Донецкой и Юго-Восточной железных дорог: дежурным по станции, заместителем начальника станции, диспетчером, старшим диспетчером Лискинского отделения движения. Окончил курсы диспетчеров в Киеве, обучался в Центральной Эксплуатационной школе Наркомата путей сообщения в Москве.
В 1936 году его назначили заместителем начальника отделения в Россошь, а к концу года — старшим помощником начальника распорядительного отдела Управления Юго-Восточной дороги. Весной 1937 года тяжело болел, перенес операцию в брюшной полости, а после выздоровления направлен участковым ревизором по безопасности движения поездов Грязненского отделения. С 1938 года — заместитель начальника, а потом и начальник Лискинского отделения движения. В 1940 году он был удостоен высшей отраслевой награды — знака «Почетный железнодорожник».
С начала войны В. Жёлудев в должности начальника военно-эксплуатационного отделения обеспечивает в прифронтовой полосе Западного, Брянского и Юго-Западного фронтов движение поездов в целях обеспечения всем необходимым воинских частей фронтов. В марте 1942 года был ранен в ногу, после выздоровления продолжал работать. Летом 1942 года нарком путей сообщения генерал-лейтенант Хрулёв представил его к награждению орденом Трудового Красного Знамени.
В сентябре 1942 года назначен начальником 122-го военно-эксплуатационного отделения (ВЭО-122), обеспечивавшего обслуживание единственной рокады на левом берегу Волги, по которой через Верхний Баскунчак доставлялись грузы в осаждённый Сталинград. В начале декабря получил второе ранение. 31 декабря 1942 года назначен начальником ВЭО-16.
После окончательного разгрома немецкой группировка под Сталинградом в феврале 1943 года, в целях улучшения работы Лискинского отделения Юго-Восточной дороги, ВЭО-16 было направлено для приёмки в эксплуатацию участка Лиски — Россошь — Лихая, по которому доставлялись грузы для Юго-Западного и Южного фронтов, освобождавших Донбасс.
Жёлудев снова был назначен начальником Лискинского отделения движения. После восстановления обоих мостов через Дон линия Лиски — Валуйки стала кратчайшим путём, по которому продвигались с Южного Урала и из Сибири эшелоны с войсками для разгоревшейся в июле Орловско-Курской битвы, а затем и битвы за Днепр. О вкладе В. Н. Жёлудева и его трудового коллектива в материально-техническое обеспечение войск Воронежского и Степного фронтов свидетельствует тот факт, что в мае 1943 года Лискинское отделение было отмечено переходящим Красным знаменем Государственного Комитета Обороны и денежной премией.
Указом Президиума Верховного Совета СССР от 5 ноября 1943 года «за особые заслуги в деле обеспечении перевозок для фронта и народного хозяйства и выдающиеся достижения в восстановлении железнодорожного хозяйства в трудных условиях военного времени» Жёлудеву Владимиру Николаевичу присвоено звание Героя Социалистического Труда с вручением ордена Ленина и Золотой медали «Серп и Молот».
24 декабря в Кремле герою-железнодорожнику вручили высокие награды родины, а в наркомате — второй знак «Почетному железнодорожнику». В январе 1944 года В. Н. Жёлудев был назначен первым заместителем начальника Юго-Восточной железной дороги. Но ему не хватало теоретических знаний, и с января 1945 года он был освобожден от обязанностей заместителя в связи с зачислением в Московский институт инженеров транспорта (МИИТ) на факультет «Движение и грузовая работа». Учась по ускоренной программе фактически без летних и зимних каникул, Жёлудев с отличием окончил институт в октябре 1947 года. Получил назначение на родную Юго-Восточную железную дорогу.
С марта 1948 года В. Н. Жёлудев работал начальником отделения в Уфе на Куйбышевской магистрали. В связи с ухудшением состояния здоровья (сказывались последствия фронтовой контузии и двух ранений, а болезненное состояние вызывало повышенную нервозность, что отражалось на работе), в июле 1949 года был переведен в город Владимир Горьковской железной дороги на менее напряжённую работу, а в октябре 1950 года — на Сталинградскую железную дорогу.
Жил в городе Сталинграде (Волгограде). В феврале 1953 года был избран депутатом Сталинградского городского Совета депутатов трудящихся. До ухода в марте 1961 года пенсию по инвалидности работал заместителем начальника — главным инженером Сталинградского отделения дороги. 16 октября 1972 года скончался, когда находился на лечении в городе Хмельник Винницкой области. Похоронен в Волгограде.
Награждён двумя орденами Ленина (05.11.1943, 09.06.1952), Трудового Красного Знамени, медалями, в том числе медалями «За оборону Москвы» и «За оборону Сталинграда»; двумя знаками «Почетному железнодорожнику».